# André Grillon
André Grillon (Parigi, 1º novembre 1921 – Amiens, 20 giugno 2003) è stato un allenatore di calcio e calciatore francese, di ruolo difensore.